# 10123 Fideöja
A 10123 Fideöja (ideiglenes jelöléssel 1993 FJ16) a Naprendszer kisbolygóövében található aszteroida. Az UESAC program keretében fedezték fel 1993. március 17-én.